# Śluby zakonne
Śluby zakonne (profesja zakonna) – w Kościele katolickim – zobowiązanie członka danej wspólnoty do przestrzegania rad ewangelicznych: czystości, ubóstwa i posłuszeństwa (wobec przełożonych zakonnych oraz papieża). 
Kościół katolicki zalicza śluby zakonne uroczyste i proste oraz przyrzeczenia tercjarskie lub oblackie do sakramentaliów, ustanowionych przez Kościół, różniących się od sakramentów ustanowionych przez Jezusa Chrystusa.
Istnieją śluby czasowe i wieczyste – osoba składająca je (profes) ślubuje żyć w czystości, ubóstwie i posłuszeństwie do końca życia. W zależności od charyzmatu danego zakonu możliwe są jeszcze inne śluby, np. w zakonie pijarów składany jest ślub szczególnej troski w wychowywaniu dzieci i młodzieży, natomiast jezuici składają dodatkowy ślub posłuszeństwa papieżowi w sprawach misji. Z kolei w zakonie benedyktynów ślubuje się: stałość (stabilitas), obyczaje monastyczne (conservatio morum) i posłuszeństwo (oboedientia), zaś u sióstr Misjonarek Miłości Matki Teresy z Kalkuty istnieje dodatkowy ślub służby najbiedniejszym z biednych.
W Towarzystwie Jezusowym (Zakonie Jezuitów) w ogóle nie ma ślubów czasowych. Po dwóch latach nowicjatu jezuita składa śluby wieczyste proste, a po odpowiednim czasie próby, zakończonym tzw. trzecią probacją, składa tzw. ostatnie śluby. Jezuita, który jest bratem zakonnym składa śluby czystości, ubóstwa i posłuszeństwa. Podobne śluby składa jezuita-koadiutor do spraw duchowych (coadiutor spiritualis). A profes czterech ślubów składa cztery śluby: czystości, ubóstwa i posłuszeństwa oraz posłuszeństwo papieżowi w sprawach misji.
Złamanie ślubu jest grzechem ciężkim. Natomiast usiłowanie zawarcia małżeństwa przez zakonnika, który złożył śluby wieczyste, jest obwarowane karą interdyktu.
Kościół katolicki inaczej interpretuje śluby (łac. votum) zakonne proste lub uroczyste, które obowiązują pod grzechem, a przyrzeczenia (łac. promissio), które nie obowiązują pod grzechem. Śluby zakonne (profesja rad ewangelicznych), przyrzeczenia tercjarskie lub oblackie nie włączają osoby je składającej do stanu duchownego. Osobą duchowną staje się od momentu przyjęcia święceń diakonatu. 
Osoby, które złożyły śluby zakonne proste lub uroczyste, albo przyrzeczenia tercjarskie lub oblackie, mogą odejść dobrowolnie ze zgromadzenia zakonnego, zakonu ścisłego, bądź zakonu świeckiego lub oblacji i powrócić bez grzechu do stanu świeckiego (w przypadku duchowieństwa) po otrzymaniu na własną, pisemną prośbę Indultu wydanego na piśmie przez kompetentną do tego władzę duchowną. Mogą też zostać wydalone ze zgromadzenia zakonnego lub zakonu po udzieleniu im pisemnej dyspensy od ślubów, albo przyrzeczeń, zawartej w Akcie wydalenia, który jest najcięższą karą w zakonie. W przypadku ślubów zakonnych prostych, przyrzeczeń tercjarskich lub oblackich, zwolnienia z nich udziela wyższy przełożony zakonny lub biskup w przypadku zgromadzeń zakonnych na prawach diecezjalnych. W przypadku ślubów zakonnych uroczystych zwolnienia od nich udziela odpowiednia do tego dykasteria przy Stolicy Apostolskiej, czyli Kongregacja ds. Instytutów Życia Konsekrowanego i Stowarzyszeń Życia Apostolskiego.